# Poecilopsettidae
Famille
Cette famille est non reconnue par FishBase qui place ses 3 genres sous la famille Pleuronectidae.

## Liste des genres
- Marleyella Fowler, 1925
- Nematops Günther, 1880
- Poecilopsetta Günther, 1880